# 恆河多鱗鰶
恆河多鱗鰶為輻鰭魚綱鲱形目鲱科的其中一種，分布於亞洲斯里蘭卡、印度、孟加拉的淡水流域，體長可達14.1公分，棲息在河川溪流，可做為食用魚。

## 擴展閱讀
維基物種上的相關：恆河多鱗鰶